# Camarophyllopsis leucopus
Camarophyllopsis leucopus är en svampart som först beskrevs av Rolf Singer, och fick sitt nu gällande namn av Boertm. 2002. Camarophyllopsis leucopus ingår i släktet Camarophyllopsis och familjen Hygrophoraceae.   Inga underarter finns listade i Catalogue of Life.